# Régimes de retraite français des professions libérales
 (avril 2024).
La mise en forme du texte ne suit pas les recommandations de Wikipédia : il faut le « wikifier ».
Les points d'amélioration suivants sont les cas les plus fréquents :
- Les titres sont pré-formatés par le logiciel. Ils ne sont ni en capitales, ni en gras.
- Le texte ne doit pas être écrit en capitales (les noms de famille non plus), ni en gras, ni en italique, ni en « petit »…
- Le gras n'est utilisé que pour surligner le titre de l'article dans l'introduction, une seule fois.
- L'italique est rarement utilisé : mots en langue étrangère, titres d'œuvres, noms de bateaux, etc.
- Les citations ne sont pas en italique mais en corps de texte normal. Elles sont entourées par des guillemets français : « et ».
- Les listes à puces sont à éviter, des paragraphes rédigés étant largement préférés. Les tableaux sont à réserver à la présentation de données structurées (résultats, etc.).
- Les appels de note de bas de page (petits chiffres en exposant, introduits par l'outil «  Source ») sont à placer entre la fin de phrase et le point final[comme ça].
- Les liens internes (vers d'autres articles de Wikipédia) sont à choisir avec parcimonie. Créez des liens vers des articles approfondissant le sujet. Les termes génériques sans rapport avec le sujet sont à éviter, ainsi que les répétitions de liens vers un même terme.
- Les liens externes sont à placer uniquement dans une section « Liens externes », à la fin de l'article. Ces liens sont à choisir avec parcimonie suivant les règles définies. Si un lien sert de source à l'article, son insertion dans le texte est à faire par les notes de bas de page.
- La présentation des références doit suivre les conventions bibliographiques. Il est recommandé d'utiliser les modèles {{Ouvrage}}, {{Chapitre}}, {{Article}}, {{Lien web}} et/ou {{Bibliographie}}. Le mode d'édition visuel peut mettre en forme automatiquement les références.
- Insérer une infobox (cadre d'informations à droite) n'est pas obligatoire pour parachever la mise en page.

Pour une aide détaillée, merci de consulter Aide:Wikification.
Si vous pensez que ces points ont été résolus, vous pouvez retirer ce bandeau et améliorer la mise en forme d'un autre article.
Les caisses de retraite complémentaire des professions libérales sont au nombre de 11 organisées par profession.
Ces caisses gèrent l'affiliation au régime de base, généralement la CNAVPL, Caisse Nationale d'Assurance Vieillesse des Professions Libérales excepté la CNBF qui propose aux avocats un régime de base distinct des autres professions.
- CNBF : Caisse Nationale des Barreaux Français
- CPRN : Caisse de prévoyance et de retraite des notaires
- CAVOM : Caisse d'Assurance Vieillesse des Officiers Ministériels, officiers publics et des compagnies judiciaires
Professions concernées : Avoués près les cours d'Appel, huissiers de justice, commissaires-priseurs judiciaires et personnes habilitées à diriger les ventes dans les conditions prévues à l'article L.321-8 du code du commerce, administrateurs judiciaires, mandataires judiciaires au redressement et à la liquidation des entreprises, greffiers des Tribunaux de Commerce, arbitres près les Tribunaux de Commerce
- CARMF : Caisse Autonome de Retraite des Médecins de France
- CARCDSF : Caisse Autonome de Retraite des Chirurgiens Dentistes et des Sages-femmes Françaises.
Cette caisse est issue de la fusion des régimes suivants :
  - CARCD : Caisse Autonome de Retraite des Chirurgiens Dentistes
  - CARSAF : Caisse Autonome de Retraite des Sages-femmes Françaises

Les droits aux 2 régimes sont conservés à l'identique, mais les sages-femmes se voient doter du régime complémentaire obligatoire des chirurgiens dentistes.
- CAVP : Caisse d'Assurance Vieillesse des Pharmaciens
Professions concernées : les pharmaciens et directeurs de laboratoires d'analyses médicales non médecins
- CARPIMKO : Caisse Autonome de Retraite et de Prévoyance des Infirmiers, Masseurs Kinésithérapeutes, Pédicures-Podologues, Orthophonistes et Orthoptistes
Professions concernées : Infirmiers, masseurs Kinésithérapeutes, pédicures podologues, orthophonistes, orthoptistes
- CARPV : Caisse Autonome de Retraite et de Prévoyance des Vétérinaires
- CAVAMAC : Caisse d'Allocation Vieillesse des Agents généraux d'assurance
- CAVEC : Caisse d'Allocation Vieillesse des Experts-comptables et des Commissaires aux comptes
Professions concernées : Experts-comptables inscrits à l'une des sections du Tableau de l'Ordre, commissaires aux comptes exerçant leur profession à titre indépendant
- CIPAV : Caisse Interprofessionnelle de Prévoyance et d'Assurance Vieillesse
Professions libérales concernées (liste non exhaustive) : architecte, ingénieur-conseil, expert, géomètre, conseils de gestion, conseils en brevets d'invention, conseils en relations publiques, psychologues-conseils, audit conseil, actuaire, consultant, analyste programmeur, archéologue, psychothérapeute, psychanalyste (non médecin), attaché de presse, diététicien, traducteur technique, interprète, métreur, vérificateur, dessinateur technique, dessinateur projeteur, maître d'œuvre, économiste de la construction, technicien (notamment les techniciens du bâtiment), sténotypiste de conférences, interprète de conférences, agent privé de recherches et de renseignements, chargé d'enquêtes, secrétaire à domicile, écrivain public, esthéticienne, vigile, professeurs de musique, personnes exerçant leur activité dans le domaine des Arts graphiques et plastiques et n'étant pas considérées comme créatrices d'œuvres originales, personnes exerçant ou ayant exercé une activité d'enseignement de toute discipline, notamment en qualité de professeur, moniteur, répétiteur ou éducateur, personnes non salariées exerçant la profession de guide touristique et accompagnateur de groupe, sportif et joueur professionnel, pilote, hôtesse d'exposition, mannequin libre et modèle, conférencier, animateur et speaker, correspondant local de presse écrite.